# Skokuće
Skokuće (izvirno srbsko Скокуће) je naselje v Srbiji, ki upravno spada pod Občino Prijepolje; slednja pa je del Zlatiborskega upravnega okraja.

## Demografija
V naselju, katerega izvirno (srbsko-cirilično) ime je Скокуће, živi 90 polnoletnih prebivalcev, pri čemer je njihova povprečna starost 50,3 let (47,9 pri moških in 52,3 pri ženskah). Naselje ima 41 gospodinjstev, pri čemer je povprečno število članov na gospodinjstvo 2,56.
To naselje je, glede na rezultate popisa iz leta 2002, večinoma srbsko, a v času zadnjih treh popisov je opazno zmanjšanje števila prebivalcev.
|  |

| Demografija | Demografija     | Demografija     |
| Leto        | Št. prebivalcev | Št. prebivalcev |
| ----------- | --------------- | --------------- |
|             |                 |                 |
|             |                 |                 |
|             |                 |                 |
|             |                 |                 |
| 1948        | 425             |                 |
| 1953        | 486             |                 |
| 1961        | 520             |                 |
| 1971        | 459             |                 |
| 1981        | 344             |                 |
| 1991        | 172             | 172             |
| 2002        | 109             | 105             |
|             |                 |                 |

| Etnična sestava po popisu iz leta 2002 | Etnična sestava po popisu iz leta 2002 | Etnična sestava po popisu iz leta 2002 | Etnična sestava po popisu iz leta 2002 | Etnična sestava po popisu iz leta 2002 |
| -------------------------------------- | -------------------------------------- | -------------------------------------- | -------------------------------------- | -------------------------------------- |
| Srbi                                   | Srbi                                   |                                        | 70                                     | 66,66%                                 |
| Muslimani                              | Muslimani                              |                                        | 27                                     | 25,71%                                 |
| Bošnjaki                               | Bošnjaki                               |                                        | 8                                      | 7,61%                                  |
| Neznano                                | Neznano                                |                                        | 0                                      | 0,0%                                   |